# Иван Крекманов
Иван Василев Крекманов (псевдоними Георг Майерман, Ян Шварц) е български революционер и политик, деец на Българската комунистическа партия, член на Вътрешната македонска революционна организация (обединена) съветски шпионин.

## Биография
Иван Крекманов е роден на 24 май 1895 година в Дупница. В 1919 година става член на Българската комунистическа партия. Участва в Септемврийското въстание в 1923 година, след чието поражение емигрира в Югославия. Секретар е на Георги Димитров и Васил Коларов в Ниш. Учи медицина в Загреб, Югославия, и е сътрудник на Задграничното бюро на БКП като завежда пункта в града. В 1926 година организира нелегален канал Виена – Загреб – Егейска Македония за ВМРО (обединена). В края на 1928 година е арестуван, изгонен от Югославия и се установява в Австрия. С ареста на Крекманов се прекъсва всякаква връзка между Областния комитет на ВМРО (обединена) във Вардарска Македония и Централния комитет. Крекманов е сред основните фигури в опита за овладяване на ВМРО (обединена) от страна на БКП. Представлява I революционна област (Вардарска Македония) на Берлинската конференция на ВМРО (обединена), тъй като избраният делегат Панко Брашнаров е арестуван.
В 1929 година е вербуван от Съветските тайни служби и в 1930 – 1933 година е съветски резидент с нидерландски паспорт в Чехословакия, където сътрудничи с лидера на чехословашките комунисти Клемент Готвалд. В 1932 година се отчита пред Ян Берзин в Женева. Напуска Прага в 1933 година и е заместен като съветски резидент от Стефан Кратунски. В 1933 – 1935 година работи в Европа, след което в 1935 и 1936 година е в Москва. В 1936 -1938 година е в Германия. При връщането му в Съветския съюз в 1938 година е арестуван и изпратен в лагер. Освободен е в май 1941 година след ходатайство на Георги Димитров.
Участва във Втората световна война с Отделен мотострелкови батальон със специално предназначение от 1941 до 1945 година. В 1941 година е изпратен със задача в Турция. Връща се в България в лятото на 1945 година. След смъртта на Георги Димитров е арестуван, по-късно е реабилитиран. През 1962 г. издава свои мемоари, озаглавени „Записки на политемигранта“. В 1966 година му е връчен орден „Народна република България“ I степен. Умира на 9 октомври 1978 година в София.